# Ober-Grafendorf
Ober-Grafendorf är en ort och kommun  i Österrike. Den ligger i distriktet Sankt Pölten-Land i förbundslandet Niederösterreich, 60 kilometer väster om huvudstaden Wien.
Kommunen består av 17 orter (Ortschaften) (inom parentes invånarantal 1 januari 2024):

- Badendorf (14)
- Baumgarten (153)
- Ebersdorf (302)
- Fridau (118)
- Gasten (35)
- Gattmannsdorf (79)
- Gröben (28)
- Grub (31)
- Kotting (36)
- Kuning (19)
- Neustift (59)
- Ober-Grafendorf (3 615)
- Reitzing (22)
- Rennersdorf (139)
- Ritzersdorf (93)
- Wantendorf (133)
- Willersdorf (46)